# Mary Musgrove
Mary Musgrove  (* um 1700 in Coweta, heutiges Georgia; † um 1765 auf St. Catherines Island) war eine amerikanische Verhandlungsführerin zwischen englischen und indianischen Gemeinschaften.

## Leben und Werk

### Kindheit und Jugend
Musgrove war die Tochter einer Creek-Indianerin und eines englischen Händlers in South Carolina. Sie erhielt den Namen Coosaponakeesa, lernte die Creek-Sprache der Muskogee und die kulturellen Traditionen der Creek. Sie verbrachte einen Großteil ihrer Kindheit in South Carolina. Ihr Vater Edward Griffin brachte sie und ihren jüngeren Bruder mit etwa sieben Jahren nach Pon Pon, wo sie Englisch lernte und ihren Namen in Mary änderte. Nach dem Yamasee-Krieg kehrte sie ins Land der Creek zurück, in der matrilinearen Gesellschaft der Creek galt sie nicht als Europäerin. 1717 heiratete sie den Händler John Musgrove, der ebenfalls Sohn einer Creek und eines Europäers war. Gemeinsam betrieben sie einen Handelsposten in Pon Pon oder am Savannah River, wo sie als Dolmetscherin fungierte. Mit John bekam sie drei Kinder, die aber alle sehr jung starben.

### Savannah River
Das Paar errichtete nach ihrer Heirat oder Anfang der 1730er-Jahre in der Nähe des Savannah River einen Handelsposten, vielleicht auf Einladung des Yamacraw-Anführers Tomochichi. Er lag in der Nähe des Ortes, an den der britische General James Oglethorpe 1733 die ersten englischen Kolonisten nach Savannah brachte. 2002 haben Archäologen das Gelände dieses Handelspostens ausgegraben, bevor dort ein Bauprojekt der Georgia Ports Authority begann. Oglethorpe beauftragte Musgrove als Verhandlungsführerin, um die friedliche Zusammenarbeit bei Landbesiedlungen und Handel sicherzustellen. Sie spielte eine Schlüsselrolle dabei, dass die Creek den Engländern zugetan waren und ihnen halfen, die Kontrolle über die Kolonie gegen die spanische Invasion zu behalten. Sie arbeitete von 1733 bis 1743 für General Oglethorpe. 1735 starb ihr Ehemann und sie verlegte anschließend den Handelsposten nach Yamacraw Bluff. Die Station, bekannt als Cowpens, wurde zu einer wichtigen Handelsstelle und war wahrscheinlich das Zentrum für den englisch-indianischen Handel mit Hirschleder. Während ihrer Zeit in Yamacraw Bluff verhandelte sie erfolgreich zwischen Tomochichi und den Savannah-Siedlern. Ihr Ehemann besaß zum Zeitpunkt seines Todes Land in South Carolina und auch 500 Morgen Land in Georgia, aufgrund der Gesetze durfte sie das Land jedoch nur behalten, bis ihr ältester Sohn das Land als Eigentümer hätte übernehmen können. Der Historiker Michael D. Green kommt zu dem Schluss, dass Musgrove 1737 ihren zweiten, viele Jahre jüngeren Ehemann und früheren Vertragsknecht (indentured servant) Jacob Matthews heiratete, um ihr Eigentum nicht zu verlieren. Sie arbeitete weiterhin als Dolmetscherin für General Oglethorpe und half bei der Aufrechterhaltung friedlicher und fairer Handelsbeziehungen zwischen der neuen Kolonie Georgia und der Creek Nation. 1742 verstarb ihr zweiter Ehemann Jacob Matthews, zwei Jahre später heiratete sie den christlichen Missionar Reverend Thomas Bosomworth.

### Atamaha River und St. Catherines

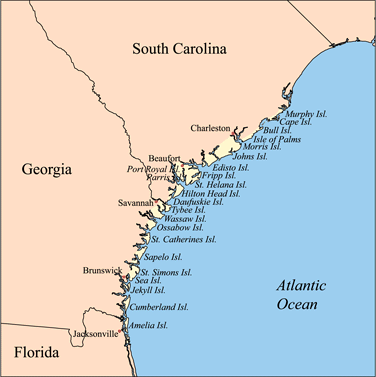
Karte mit der Lage der Sea Islands Ossabaw, Sapelo und St. Catherines

Das Paar eröffnete 1746 einen weiteren Handelsposten am Altamaha River und Mary war weiterhin als Kulturvermittlerin tätig. Sie reiste mit ihrem Mann in indianische Gemeinden mit Botschaften von General Oglethorpe und dem englischen König. Sie lehrte christliche Missionare die Muskogee-Sprache, damit sie ihr bei ihren Interaktionen helfen konnten. Als ihr der Chef der Lower Creek, Malatchi, als Geschenk die drei Inseln Ossabaw, Sapelo und St. Catherines, die als „Sea Islands“ bekannt wurden, übergab, weigerten sich die britischen Beamten ihren Anspruch auf dieses Land anzuerkennen. Sie erklärten, dass eine Nation nur einer anderen Nation und nicht einer Person Land übertragen kann. Musgrove kämpfte gegen diese Entscheidung an. 1749 gingen über 200 Creek mit ihr nach Savannah, um vor den Beamten vorzusprechen. Als diese ihren Anspruch ablehnten, ging Mary Musgrove nach England, um ihren Fall vor der Handelskammer zu vertreten. Diese wies ihren Fall aber wieder an die Gerichte in Georgia zurück. Bei ihrer Rückkehr hatte die Kolonie Georgia bereits die Kontrolle über ihr Land übernommen. Jahrzehnte später bot ihr der königliche Gouverneur Henry Ellis einen Kompromiss an: Er gewährte ihr St. Catherines Island und £ 2100, wenn sie auf ihre Ansprüche an die beiden anderen Inseln verzichtete.
Als 1752 in der Provinz South Carolina ein Krieg zwischen den Creek und Cherokee auszubrechen drohte, vermittelte sie auf die Bitte des Gouverneurs James Glen zwischen den Parteien und konnte Schlimmeres verhindern. Sie bekam dafür zwar nicht die versprochene Bezahlung, aber etwas Land im Colleton County. Musgrove diente weiterhin als Vermittlerin zwischen Georgia und der Creek Nation bis zu ihrem Tod auf St. Catherines Island um 1765.

## Gedenken
1993 wurde Musgrove in die Georgia Women of Achievement aufgenommen. Sie ist in der Liste der 999 Frauen des Heritage Floor aufgeführt, denen im von 1974 bis 1979 entstandenen Kunstwerk The Dinner Party von Judy Chicago eine goldene Inschrift gewidmet wurde.